# Marghi centralni (jezik)
Marghi centralni (marghi, margi; ISO 639-3: mrt) čadski jezik skupine biu-mandara kojim govori oko 158 000 ljudi (2006) koji pripadaju etničkoj grupi marghi ili Margi. Govori se na području nigerijskih država Adamawa i Borno. 
Postoji pet dijalekata: lassa (babal), gulak (dzerngu), madube (gwara), mulgwe (malgwa) i wurga. Piše se na latinici.

## Vanjske poveznice
- Ethnologue (14th)
- Ethnologue (15th)